# 26092 Norikonoriyuki
26092 Norikonoriyuki este o planetă minoră (asteroid), cu un diametru de 3,108 km, din centura de asteroizi. A fost descoperită pe 16 septembrie 1987 la Geisei observatory⁠(d) de Tsutomu Seki. 
Obiectul prezintă o orbită caracterizată de o semiaxă mare de 2,3271753 UAi, o excentricitate de 0,2321119, o înclinație de 4,73982 ° în raport cu ecliptica.